# 에이식스피
에이식스피(한국어: 에이식스피)(영어: A6P)은 2015년 5월 20일에 데뷔한 디에스 엔터테인먼트 소속으로 대한민국의 4인조 보이 그룹이다.